# Phyllomimus inquinatus
Phyllomimus inquinatus är en insektsart som beskrevs av Brunner von Wattenwyl 1895. Phyllomimus inquinatus ingår i släktet Phyllomimus och familjen vårtbitare. Inga underarter finns listade i Catalogue of Life.